# Sarphatipark 5-7
Het pand Sarphatipark 5-7 is een gebouw aan het Sarphatipark (zowel park als straat) in De Pijp te Amsterdam-Zuid. De bouwtekening vermeldt echter een andere adressering. Daar is aangegeven dat het panden zouden worden aan de Jan Steenstraat tussen de Van der Helstraat en de Swelinckstraat. Echter bij de invulling van het Sarphatipark werden die laatste straatnamen nog aangevuld met "Eerste". De Jan Steenstraat kreeg ter plaatse de naam Sarphatipark. 
Het betreft twee herenhuizen volgens bijna eenzelfde ontwerp in de eclectische bouwstijl. Het ontwerp van 1 april 1887 was van architect J.A. Stokvis, maar dat kan ook de aannemer dan wel makelaar zijn geweest. Die functies werden veelal gecombineerd bij de bouw van De Pijp. Men kocht een stuk grond en mocht er naar eigen inzicht een gebouw op zetten. Daarbij heeft men vooral gekeken wat de buren al gedaan hadden, de gehele noordzijde bestaat uit soortgelijke gebouwen, met hier en daar wijzigingen in de detaillering. Zo is van deze panden, in tegenstelling tot de buurpanden, de beganegrondverdieping wit bepleisterd, maar de versieringen zijn per adres verschillend. Zo is in de bepleistering van nummer 5 reliëf aangebracht en op nummer 7 niet.  